# آه كوون مكلراث
آه كوون مكلراث (15 كانون الأول 1915 - 11 كانون الأول 2008) قائدة عمالية إصلاحية وناشطة اجتماعية في هاواي. تزوجت من روبرت مكلراث، وتقاعدت في عام 1981. أمضت حياتها المهنية بالدعوة إلى الاتحادات العمالية من خلال المطالبة بالمساواة في الأجر والعلاج في مجموعة بيج فايف في هاواي. وساهمت في تشكيل تاريخ العمل والعدالة الاجتماعية.

## نشأتها
ولدت مكلراث (ليونج يوك كوون قبل الزواج) في إويلي بعد أن هاجر والداها من تشونغشان الصينية إلى هاواي. وعمل والدها في العديد من الوظائف الصغيرة، وتوفي عندما كانت مكلراث في الخامسة من عمرها. عملت مكلراث وأخوتها في مصانع الأناناس بعد وفاة والدها.
في السابعة عشرة من عمرها، ذهبت مكلراث إلى مسرح هزلي للاستماع إلى خطاب عن الفقر ألقاه أبتون سينكلير؛ صحفي وناقد سياسي مشهور. حمل الخطاب لها إلهامًا لتصبح ناشطة اجتماعية.[بحاجة لمصدر]
تزوجت من روبرت «بوب» مكلراث في عام 1941.

## مسيرتها المهنية ونشاطها
أثناء التحاقها بجامعة هاواي، انضمت آه كوون مكلراث إلى جمعية إنتربروفيشينال اليسارية والتقت بجاك هول، زعيم الحزب الشيوعي في الولايات المتحدة الأمريكية، والذي كان رئيسًا للاتحاد الدولي للبضائع البحرية والمستودعات في هاواي.
عملت بعد التخرج في مجلس الرفاه العام.
بدأت مكلراث بالتطوع في الاتحاد الدولي للبضائع البحرية والمستودعات في الأربعينيات من القرن الماضي، وذلك عن طريق الخطب وتسجيل عمال الرصيف البحري كأعضاء في الاتحاد. تطوعت بمهاراتها كعاملة اجتماعية على نطاق واسع، وأبرز نشاطاتها التطوعية ظهرت في أعقاب كارثة تسونامي عام 1946 في هيلو. عندما كانت في إجازة، انخرطت في إضراب السكّر في عام 1946، وعملت على تدريس المضربين ما هي الحقوق المخول لهم الحصول عليها.
في عام 1954 أصبحت عاملة اجتماعية مدفوعة الأجر في الاتحاد الدولي للبضائع البحرية والمستودعات، وعملت هناك حتى تقاعدها في عام 1981.

## الروابط الشيوعية
في عام 1971، نشر مكتب التحقيقات الفيدرالي معلومات تسمي اللجنة المركزية للحزب الشيوعي بالولايات المتحدة الأمريكية في هاواي. بغض النظر عن مكلراث، شملت القائمة جاك هول وجاك دينيتشي كيموتو وجون رينك وروبرت مكلراث. وحوكِم كل من هول وكيموتو ورينك وأربعة آخرين بتهمة انتهاك قانون سميث.

### أول اتحاد متعدد الأعراق في هاواي
ساعدت مكلراث في صياغة إستراتيجية تنظيمية من شأنها تأسيس أول اتحاد متعدد الأعراق في هاواي، يعتمد الاتحاد على دعم وتطوير القيادة في المجموعات العرقية التي تؤلف القوى العاملة في هاواي. طورت مكلراث أسلوبًا عمليًا في القيادة أتاح لأفكارها أن تؤتي ثمارها، وذلك على الرغم من انعدام المساواة بين الجنسين ووجود العديد من القادة الذكور الأقوياء.

### توفير الفرص للعمال وأسرهم
كعاملة اجتماعية، ساعدت مكلراث في تطوير خطط شاملة ومبتكرة للصحة والأدوية لأعضاء الاتحاد، بالإضافة إلى فرص تعليمية للعاملين وأسرهم من أجل تحسين ظروفهم، وعملت دون كلل كعضو في جماعات الضغط والمجتمع من أجل تلبية احتياجات الفقراء والمحرومين في مجتمع هاواي.

## التقاعد
بعد تقاعدها، واصلت مكلراث المناداة بحقوق الفقراء والمرأة والتعليم والرعاية الصحية. عملت مع مؤسسة فيلرز لعامين بعد التقاعد لتحسين برنامج دخل الضمان الإضافي. خدمت أيضًا كعضو في مجلس جامعة هاواي، وساعدت في تأسيس قسم الدراسات العرقية هناك. حصلت مكلراث على شهادة الدكتوراه الفخرية من جامعة هاواي في عام 1988 وجائزة الإنجاز مدى الحياة لرابطة مؤسسي جامعة هاواي في عام 2004.
على الرغم من أن مكلراث كانت شخصية أكبر من الحياة، فإن أصدقائها يذكرونها بلطفها وكرمها وروح الدعابة لديها.
كان الملازم السابق جان كينغ طالبًا في الجامعة الأمريكية عام 1946، وعمل في توزيع منشورات الاتحاد الدولي للبضائع البحرية والمستودعات على أبواب المنازل عندما تعرف على مكلراث. قال كينغ: «آمنت بالعدالة الحقيقية، كان الإيمان بالنسبة لها بأن تتصرف، وهو ما فعلته في ساحات متعددة». تذكر زميلتها كلير شيمابوكورو مكلراث كقارئة شرسة وسريعة في نقل الكتب والمجلات ليتمكن الأصدقاء من استيعابها.
كانت مؤلفات شكسبير من الأعمال المفضلة لديها، وكانت من عشاق الموسيقى الذين تعلموا تقدير الموسيقى الكلاسيكية وهي طفلة. «شعرت مكلراث أن الموسيقى ليست فقط للأثرياء وذوي الخبرة والفكر، بل هي شيء يجب أن يستمتع به الجميع» وأضافت أنه على الرغم من أنها مناديةً بحقوق المجتمع، فإن مكلراث «كانت أيضًا فاعلة خير» وأثناء زيارة شيمابوكورو الأخيرة لمنزل مكلراث، استلمت منها ظرف تبرع لبرنامج «وجبات على عجلات»، ثم سألتها عما إذا كانت ستساعدها بإرسال مجموعة من المظاريف الأخرى لها. وقالت إنها أحصت 28 ظرفًا موجهًا إلى جمعيات خيرية مختلفة لتستفيد منها كالفنون والأطفال والقضايا السياسية وغيرها من البرامج، وإنّ صحتها السيئة لم تمنعها من الاستمرار في القلق على رفاهية الآخرين، إذ قالت «على الرغم من مرضها، كانت تتصل على الدوام للاطمئنان على أمي، ولتتحدث عن حبها للأدب وقيمة الموسيقى. فعلت ما فعلته بناءً على اهتمامها الحقيقي بكل شخص في المجتمع».

## وفاتها
توفيت مكلراث في هاواي، في 11 كانون الأول 2008 في مركز كايزر موانالوا الطبي عن عمر يناهز 92 عامًا.